# Швейк
Бра́вий воя́к Швейк — сатиричний персонаж, вигаданий чеським письменником Ярославом Гашеком; головний герой роману «Пригоди бравого вояка Швейка», повісті «Бравий вояк Швейк у полоні» і збірника оповідань «Дивовижні пригоди чесного вояка Швейка». Багато пригод Швейка мають автобіографічний характер.

## Біографічні відомості
Йозеф Швейк, чех, торговець собаками, якого вже один раз комісували з австро-угорської армії через «недоумство», знову призваний як «гарматне м'ясо» з початком Першої світової війни. Пригноблюваний бюрократами, поліцією, докторами, «програний» в карти одним офіцером іншому, життєрадісний і балакучий, але аж ніяк не простодушний, як могло б здатися з першого погляду, солдат неохоче дотримується свого довгого й невдачливого, але повного пригод і кумедних ситуацій, шляху на передову.
Спершу Швейк справляє враження простодушної, наївної і дурної людини. Насправді ж він талановитий саботажник і бунтар, безкорисливий авантюрист, для якого діагноз «ідіотизм» є тільки прикриттям для його несподіваних витівок. Розповіді Швейка, які він вставляє за кожної зручної нагоди, наочно показують, що стан справ у тодішній Австро-Угорській імперії теж має багато спільного з діагнозом «ідіотизм».

## Зовнішність
Канонічне зображення Швейка створив чеський художник Йозеф Лада, автор ілюстрацій до одного з видань «Пригод бравого вояка Швейка».

## Характер
Гашек свідомо зробив Швейка двоїстим, щоби Швейк спричиняв руйнування символів і цінностей старого світу. Цей персонаж уособлює осіб і народи, знехтувані Австро-Угорською владою. Він сам ні австрієць, ні угорець, формально є громадянином імперії, проте не бажає підтримувати її лад, який байдужий до простих людей.
Швейк — водночас і суб'єкт, і об'єкт дії. Він буває пасивний і некмітливий, тому потрапляє в складні ситуації, проте завжди вибирається з них і опиняється в найвигіднішому становищі. Персонажа часто підштовхують обставини, а далі Швейк розвиває дію, кажучи неправильну річ у неправильний час. Вийти зі скрутного становища йому допомагає пасивний опір: Швейк своїми словами та діями дратує недоброзичливців, саботує армію, частиною якої він є, і використовує глузування, іронію та сарказм, щоб підірвати будь-яку владу, якій в його очах бракує легітимності. Один зі способів протесту Швейка — це виконувати наказ до абсурду точно.
Попри зовнішнє невігластво, Швейк освічена людина, брат шкільного вчителя. Він має багатий словниковий запас у поєднанні з майже енциклопедичними знаннями, які отримав завдяки тривалому читанню газет і журналів. У спілкуванні з начальством він маскує свої справжні погляди, та коли розмовляє з людьми свого суспільного класу, розкриває свої справжні міркування. Наприклад, наприкінці першої частини, у розмові з солдатом він говорить саме те, що думає про Австро-Угорщину: «Така ідіотська монархія, як ця, взагалі не повинна існувати».

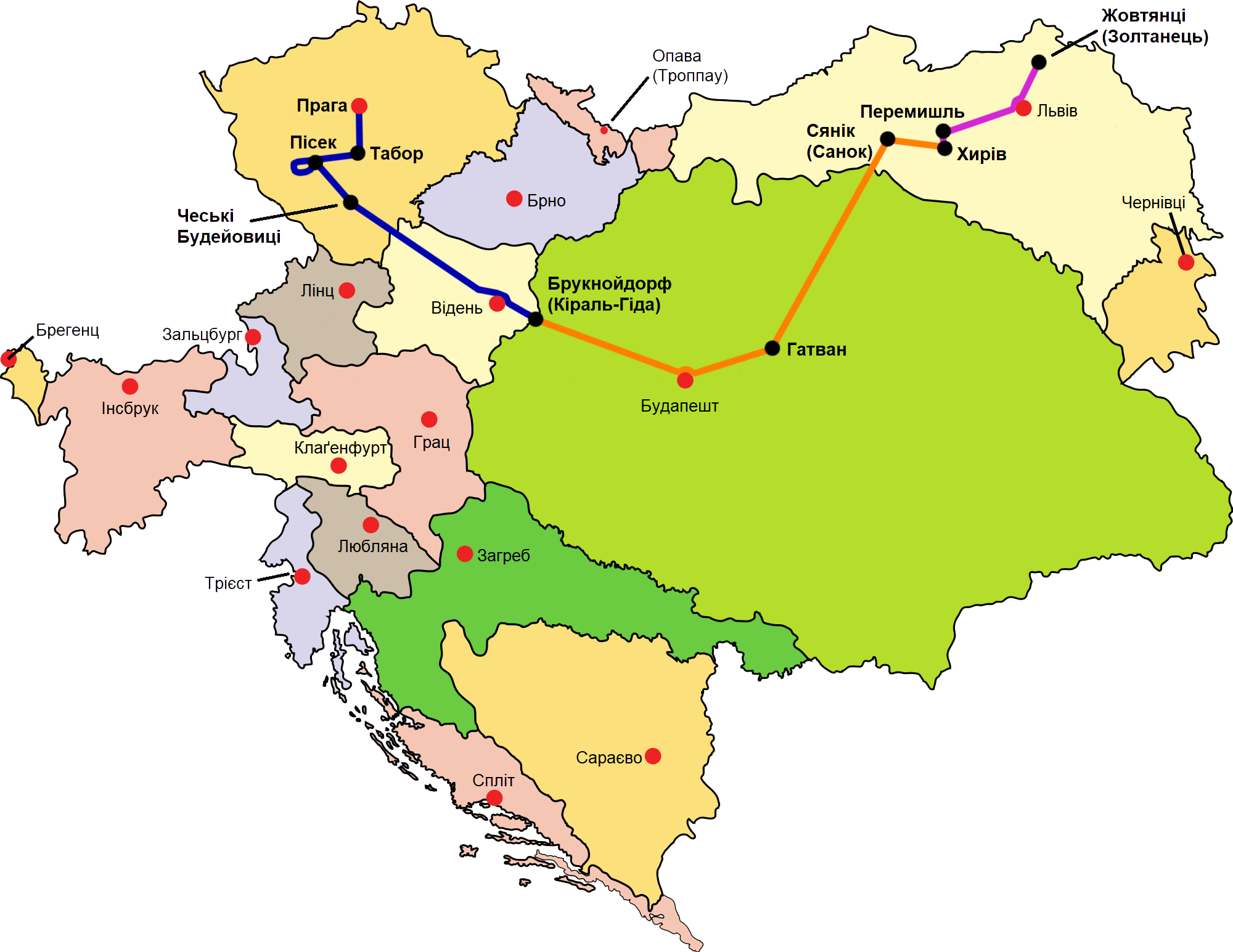
Шлях Швейка по Австро-Угорщині
Описаний в другій частині
Описаний в третій частині
Описаний в четвертій частині

Приклад однієї з байок Швейка:
|  | — Як бачите, пане обер-лейтенанте,— сказав Швейк, не розгубившись,— кожний зжертий паштет вилізе наверх, як олія на воду. Я хотів узяти провину на себе, а він, бовдур, сам себе зрадив. Балоун взагалі непогана людина, але зжере все, що йому довірять. Я знав одного такого типа. Він працював кур'єром у банку. Йому довіряли тисячі: один раз навіть, коли він одержував гроші в іншому банку, йому дали помилково на тисячу крон більше, і він тут же повернув їх, але боронь Боже було доручити йому купити на п'ятнадцять крейцерів копченого ошийка, неодмінно по дорозі зжере. Такий уже був ненажера, що, коли його службовці посилали по ліверні ковбаси, він їх по дорозі розпорював кишеньковим ножем, а діри заліплював пластиром, який йому обходився для п'ятьох ліверних ковбасок дорожче, ніж коштувала б ціла ліверна ковбаска. |

## Прототипи героїв роману
На думку літературознавця Нікольського С. В. прототипами героїв роману були:
1. Йозеф Швейк — літературний персонаж, в якому поєднані характери двох людей: Йозеф Швейк (військове звання — єфрейтор)[4] і Франтішек Страшліпкі — денщик поручика Лукаша. Саме Франтішек Страшліпка любив розповідати своїм однополчанам різного роду «байки»[5].
2. Кадет Біглер — реальна людина, який ще в 1950-і роки давав інтерв'ю журналістам, в яких мужньо визнавав, що його служба в романі описана правдиво[6].
3. Поручик Лукаш — Гашек служив в його роті під час Першої світової війни[6].
4. Сапер Йозеф Водичка — Гашек познайомився з ним в Тоцьких таборах для військовополонених[5].
5. Старший писар Ванек — реальний персонаж, який зберіг тексти фронтових віршів Гашека. Під час святкування в Москві 100-річчя від дня народження Гашека, учасникам святкування передали привіт від онука Ванека[6].
6. Капітан Сагнер — реальний персонаж[6].

## Швейк у кінематографі

### Що стосуються безпосередньо Швейка
- «Пригоди бравого вояка Швейка» (чеськ. Dobrý voják Švejk) — фільм 1926 року знятий в ЧСР режисером Карелом Ламачем
- «Швейк на фронті» (чеськ. Švejk na fronte) — фільм 1926 року знятий в ЧСР режисером ?
- «Швейк у російському полоні» (чеськ. Švejk v ruském zajetí) — фільм 1927 року знятий в ЧСР режисером ?
- «Швейк у цивільному» (чеськ. Švejk v civilu — фільм 1927 року знятий в ЧСР режисером ?
- «Швейк готується до бою» (рос. Швейк готовится к бою) — фільм 1942 року знятий в СРСР режисером ?
- «Нові пригоди Швейка» (англ. Schweik's New Adventures) — фільм 1943 року знятий у Великій Британії режисером ?
- «Нові пригоди Швейка» (рос. Новые приключения Швейка) — фільм 1943 року знятий в СРСР режисером ?.
- «Пригоди бравого вояка Швейка» (чеськ. Dobrý voják Švejk) — фільм 1931 року знятий в ЧСР режисером ?
- «Пригоди бравого вояка Швейка» (чеськ. Dobrý voják Švejk) — анімаційний фільм 1956 року знятий в ЧСР режисером ?
- «Пригоди бравого вояка Швейка» (чеськ. Dobrý voják Švejk) — фільм 1956 року знятий в Чехословаччині режисером Карелом Стекли.
- «Пригоди бравого вояка Швейка» (нім. Die Abenteuer des braven Soldaten Schwejk) — телесеріал 1958 року знятий в ФРН режисером ?
- «Швейк на фронті» (чеськ. DPoslusne hlásím) — фільм 1958 року знятий в ЧСР режисером ?;
- «Пригоди бравого вояка Швейка» (нім. Der brave Soldat Schwejk) — фільм 1960 року знятий в ФРН режисером ?
- «Швейкові бойові роки» (нім. Schwejks Flegeljahre) — фільм 1963 року знятий в ФРН режисером ?
- «Пригоди бравого вояка Швейка» (фін. Kunnon sotamies Svejkin seikkailuja) — телесеріал 1968 року знятий в Фінляндії режисером ?
- «Пригоди бравого вояка Швейка» (нід. De avonturen van de brave soldaat Schwejk) — телесеріал 1968 року знятий у Бельгії режисером ?
- «Швейк у Другій світовій війні» (рос. Швейк во второй мировой войне) — телефільм 1969 року знятий в СРСР режисером Марком Захаровим
- «Швейк у Другій світовій війні» (дан. Svejk i anden verdenskrig) — телесеріал) 1970 року знятий в Данії режисером ?
- «Пригоди бравого вояка Швейка» (нім. Die Abenteuer des braven Soldaten Schwejk) — телесеріал 1972 року знятий у ФРН режисером ?
- «Швейк у Другій світовій війні» (порт. Schweik na Segunda Guerra Mundial) — фільм 1975 року знятий у Португалії режисером ?
- «Пригоди бравого вояка Швейка» (чеськ. Osudy dobrého vojáka Švejka) — анімаційний фільм 1986 року знятий в ЧСР режисером ?
- «Пригоди бравого вояка Швейка» (рос. Похождения Бравого Солдата Швейка) — мультфільм знятий 2009 року в Україні режисерами Мануком Депояном та Рінатом Ґазізовим.

### Інше
Швейк показується як ветеран війни й інвалід у мультсеріалі «Пригоди бравого генералісимуса Перетрахченко» як другорядний персонаж. У цьому серіалі він живе у Білорусі і критикує режим Перетрахченка через сатиру.

## Пам'ятники
Пам'ятки бравому вояку Швейку встановлені в різних країнах і містах. Зокрема у Чехії пам'ятники Шейкові встановлені у Ліпніце над Сазавоу, Кралупах-на-Влтаві, та Оломоуці. У Словаччині пам'ятник Швейку є в місті Гуменне. У Польщі є пам'ятник Швейку в Перемишлі та в Сяніку. В Росії є пам'ятники Швейку в Санкт-Петербурзі, Москві, Омську, Бугульмі та Самарі.
В Україні, пам'ятники Швейку є у Львові, Скелівці, Донецьку, Одесі, Ужгороді, Луцьку та Києві.

## Галерея

Пам'ятник Гнату Юрі в ролі Швейка, встановлений перед Театром ім. Івана Франка в Києві
Луцьк
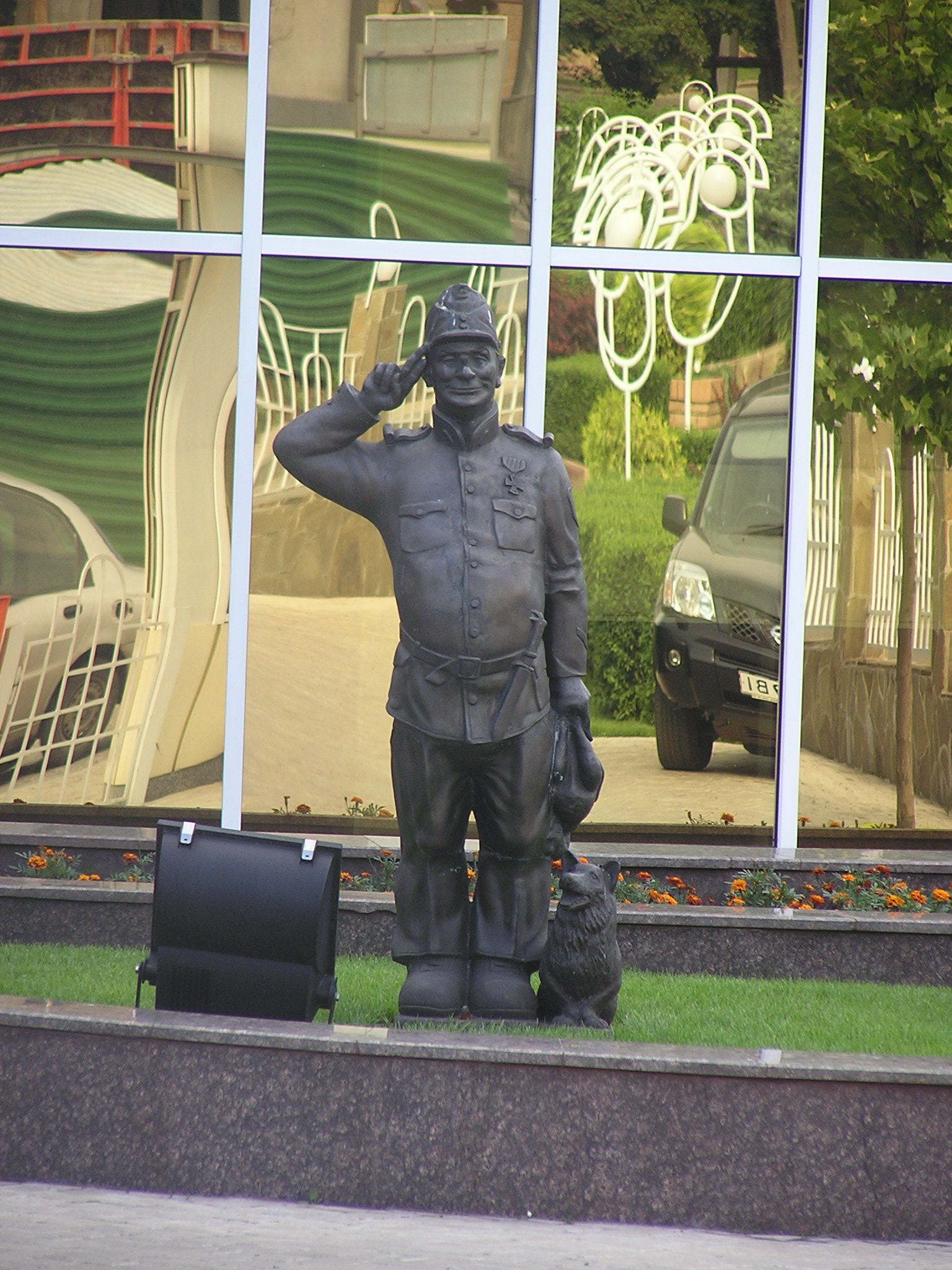
Донецьк
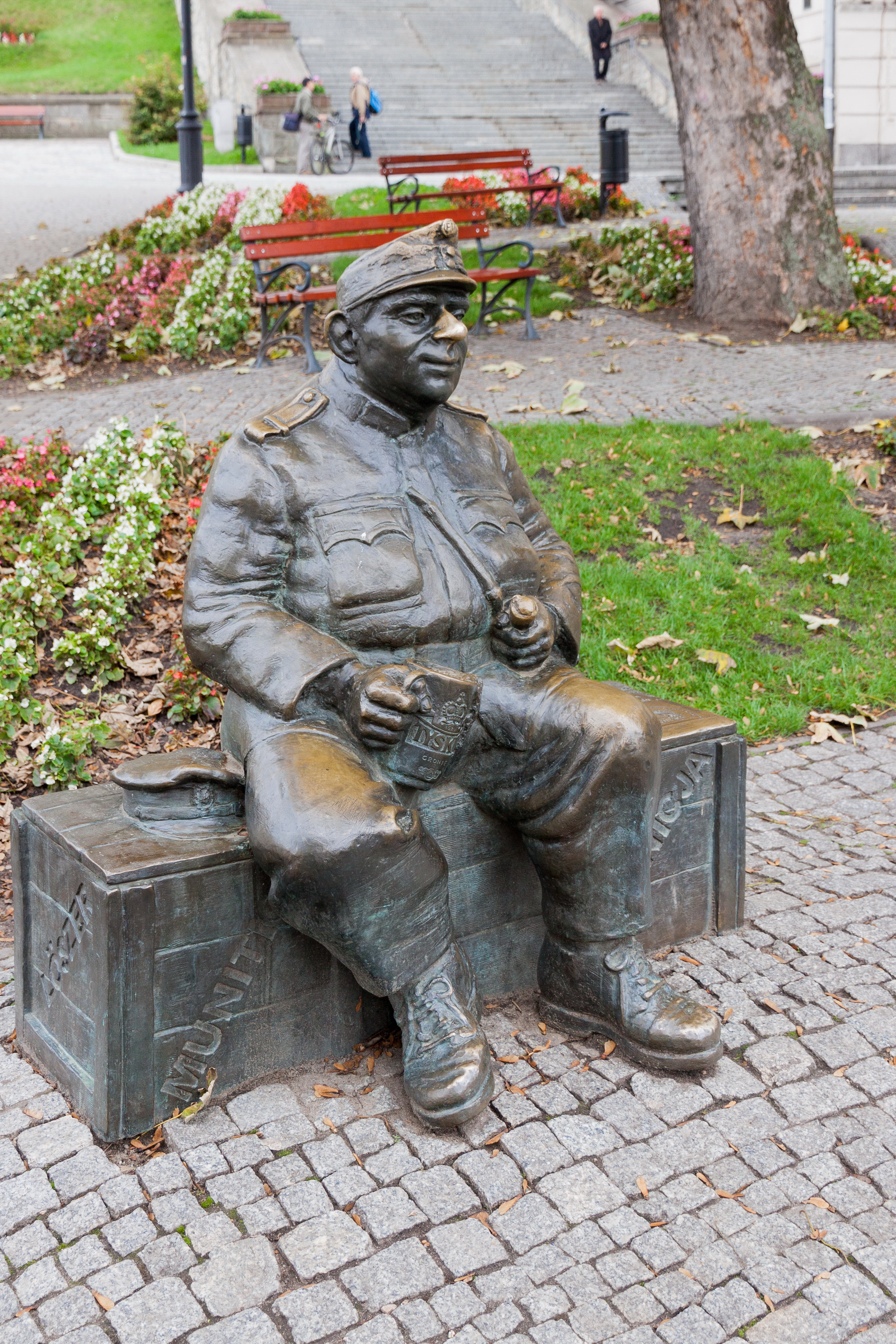
Перемишль
Скелівка
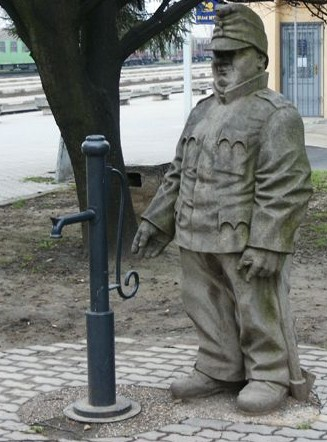
Гуменне
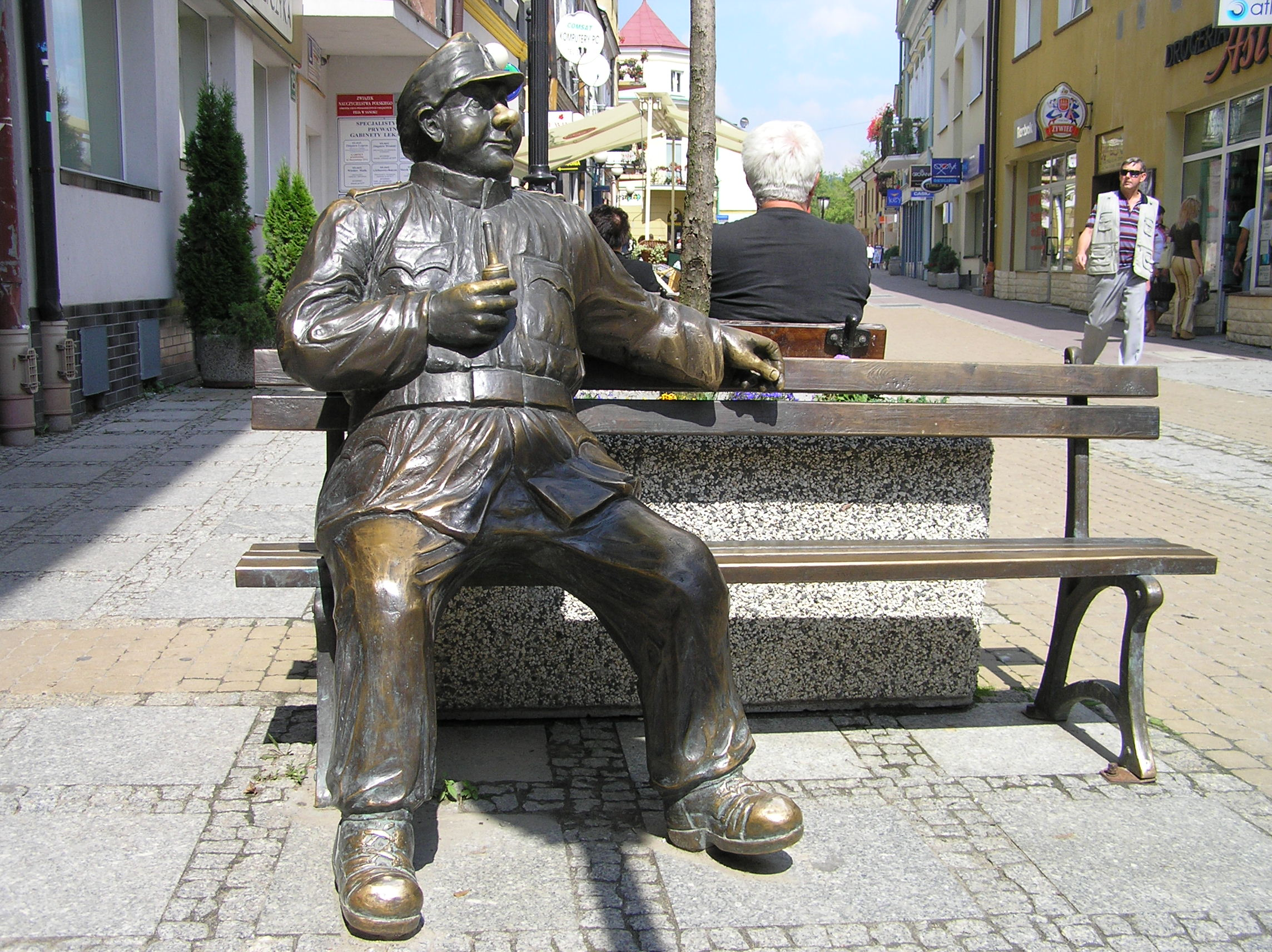
Сянік

## Цікаві факти
- На честь персонажа названо астероїд 7896 Швейк[9].
- У Львові створено туристичний маршрут «Шляхами бравого вояка Швейка», а також проводиться велотуристичний фестиваль на честь Швейка[10].